# Яр Цапиного Хутора
Яр Цапиного Хутора (також Орішна, Орент) — річка в Україні, у Ружинському районі Житомирської області, ліва притока Роставиці (басейн Дніпра).

## Опис
Довжина річки 14 км, похил річки — 2,9 м/км. Формується з багатьох безіменних струмків та водойм. Площа басейну 55,8 км².

## Розташування
Бере початок у селі Ярославка. Тече переважно на південний схід через Крилівку і в селі Ягнятині впадає в річку Роставицю, ліву притоку Росі.